# Ceferí Olivé Cabré
Ceferí Olivé Cabré (Reus, 1907 - Barcelona, 1995), va ser un pintor aquarel·lista català, deixeble del pintor reusenc Tomàs Bergadà.

## Biografia
Orfe de pare i mare des dels quatre anys, va viure a Reus amb la seva àvia. El 1921 va començar a treballar amb el pintor i decorador Antoni Fuster i va ser deixeble de Tomàs Bergadà, on va coincidir amb el també aquarel·lista Francesc Torné, del que es va fer molt amic. Quasi tota la seva existència va transcórrer a Reus, però va viure un temps a Barcelona, on estudià a l'Escola de Llotja amb el professor Fèlix Mestres i participà com a decorador a l'Exposició Internacional de 1929, i va viatjar per l'estranger. El 1932 va guanyar el primer premi en el concurs convocat per l'Agrupació d'Aquarel·listes de Catalunya. Va fer algunes exposicions amb el seu amic i company Modest Gené a Reus i a Barcelona el 1934 i 1935. Va guanyar el premi a la Galeria Pictòria de Barcelona el 1941 i el premi nacional d'aquarel·la el 1942, i va obtenir la medalla Fortuny de pintura que es concedia a Reus, el 1942 i 1943. Va ser considerat un dels millors aquarel·listes de l'estat espanyol. Entre les distincions que va aconseguir hi figura la creu de Sant Jordi el 1985.
Un cop traspassà, la ciutat de Reus li va dedicar un carrer prop del de Domènec Soberano tocant a l'Avinguda de l'Onze de setembre. L'Ajuntament el va nomenar fill il·lustre.